# Spilosmylus apoanus
Spilosmylus apoanus är en insektsart som beskrevs av Banks 1937. Spilosmylus apoanus ingår i släktet Spilosmylus och familjen vattenrovsländor. Inga underarter finns listade i Catalogue of Life.